# Paul Crusius
Paul Crusius, auch: Krauß (* um 1525 in Coburg; † 1. Januar 1572 in Orlamünde) war ein deutscher evangelischer Theologe, Mathematiker und Historiker.

## Leben
Nach Vorbildung in seiner Heimatstadt bezog Crusius die Universität Wittenberg. Er kam 1548 als Rektor der Schule nach Meiningen und wurde dort Archidiakon. Nachdem er 1552 ein Pfarramt in Mühlfeld angetreten hatte, wurde er Dekan in Suhl und 1567 als Professor der Mathematik an die Universität Jena berufen.
1570 trat er das Amt des Superintendenten in Orlamünde an, welches er bis zu seinem Lebensende verwaltete. Crusius betätigte sich in Suhl als Historiker und verfasste dort die „Hennebergische Memorabilien“. Daneben verfasste er auch mathematische und astronomische Schriften. Zwischen 1564 und 1571 verfasste er das wichtige chronologische Traktat De Epochis seu Æris Temporum et Imperiorum, das postum 1578 gedruckt wurde.

## Schriften
- De epochis sive aeris temporum
- Hennebergische Memorabilien
- Doctrinam reuolutionum solis & varios canones Astronomicos, Jena 1567
- De epochis siva aeris temporum, Basel 1578